# Македонски бежанци в Аталанти
Македонските бежанци в Аталанти са компактно население от областта Македония, настанено във фтиотидското градче Аталанти, Кралство Гърция след Гръцката война за независимост (1821 - 1829).
По време на Халкидическото и Негушкото въстание в 1822 година и след края на военните действия, македонците, участници в сраженията с техните домочадия са изселват на територията на новосъздадената държава Гърция. На 5 ноември 1826 година в пристанището на Аталанти пристигат тесаломакедонци (Θεσσαλομακεδόνες) предвождани от Ангел Гацо и Анастасиос Каратасос и организирани от филелините посредством Йоанис Колетис. В 1829 година на Скопелос се настаняват 545 македонски семейства или 2436 души. Между февруари и март 1831 година 150 капитани с хората си бягат от Солун към свободните южни части на Гърция и правителството на Йоанис Каподистрияс, принципно подозрително към въоръжените чети, ги приема и настанява в Аталанти.
Непосредствено след установяването на границата новата гръцка държава на линията Арта-Волос на север, през 1832 година в Атина се създава специална комисия да реши задачата с битовото устрояване на бежанците. С кралски указ от 20 март 1835 година на 370 македонски бежанци се дава правото да се заселят в Аталанти, като им се отпускат безвъзмездно по 3,5 декара държавна земя за обработка и изхранване. Впоследствие в Аталанти се заселват и други македонски бежанци, а на всички се отпуска безвъзмездно и дървен материал от държавата – за изграждането на къщи.
С кралски декрет от 25 април/7 май 1837 година, на македонците се предоставя право на самоуправление – в случая спрямо съществуващата местна гръцка общност. Това предизвиква протест от страна на кмета и като следствие формирането на две паралелно съществуващи самоуправляващи се общности, без аналог на територията на Кралство Гърция. Незабавно след кралския декрет филантропът Константинос Белиос дарява 2000 книги на местната македонска библиотека. Паралелното селище на гръцкия Аталанти се нарича от местните гърци Турската махала (Τουρκομαχαλάς), официално кръстена Пела или Неа Пела (Нова Пела).
Македонците остават непоколебими в решението си да създадат своя община и да не се смесват с местните аталантци, като това решение е одобрено и насърчено от държавата и така Аталанти е единственият град в Гърция с два кмета до 1912 година и с две общини до 1924 година. В 1840 година автономията на македонците е разширена. В последвалите десетилетия двете общини създават комисии за определяне на границите помежду им, като македонците искат колкото е възможно повече земя, а аталантците оказват съпротива.
През 1862 година македонците издигат своя църква „Преображение Господне“.
Кметове на дем Неа Пела от 1850 до 1912 година
| Име                   | Име                      | Години      |
| --------------------- | ------------------------ | ----------- |
| Атанасиос Халкиотис   | Αθανάσιος Χαλκιώτης      | 1850 – 1860 |
| Епаминондас Лякопулос | Επαμεινώνδας Λιακόπουλος | 1861 – 1865 |
| Йоанис Сиропулос      | Ιωάννης Συρόπουλος       | 1872 – 1873 |
| Димитриос Кокинос     | Δημήτριος Κόκκινος       | 1907        |
| Емануил Пиргопулос    | Εμμανουήλ Πυργόπουλος    | 1909 – 1910 |
| Василиос Кокинос      | Βασίλειος Κόκκινος       | 1911 – 1912 |

Кметове на община Неа Пела 1912 – 1924 година
| Име                      | Име                     | Години      |
| ------------------------ | ----------------------- | ----------- |
| Василиос Кокинос         | Βασίλειος Κόκκινος      | 1912 – 1914 |
| Александрос Елевтериадис | Αλέξανδρος Ελευθεριάδης | 1914 – 1917 |
| Апостолос Нику           | Απόστολος Νίκου         | 1918        |
| Георгиос Влахавас        | Γεώργιος Βλαχάβας       | 1919        |
| Димитриос Кокинос        | Δημήτριος Κόκκινος      | 1921        |